# 도냐나 국립공원

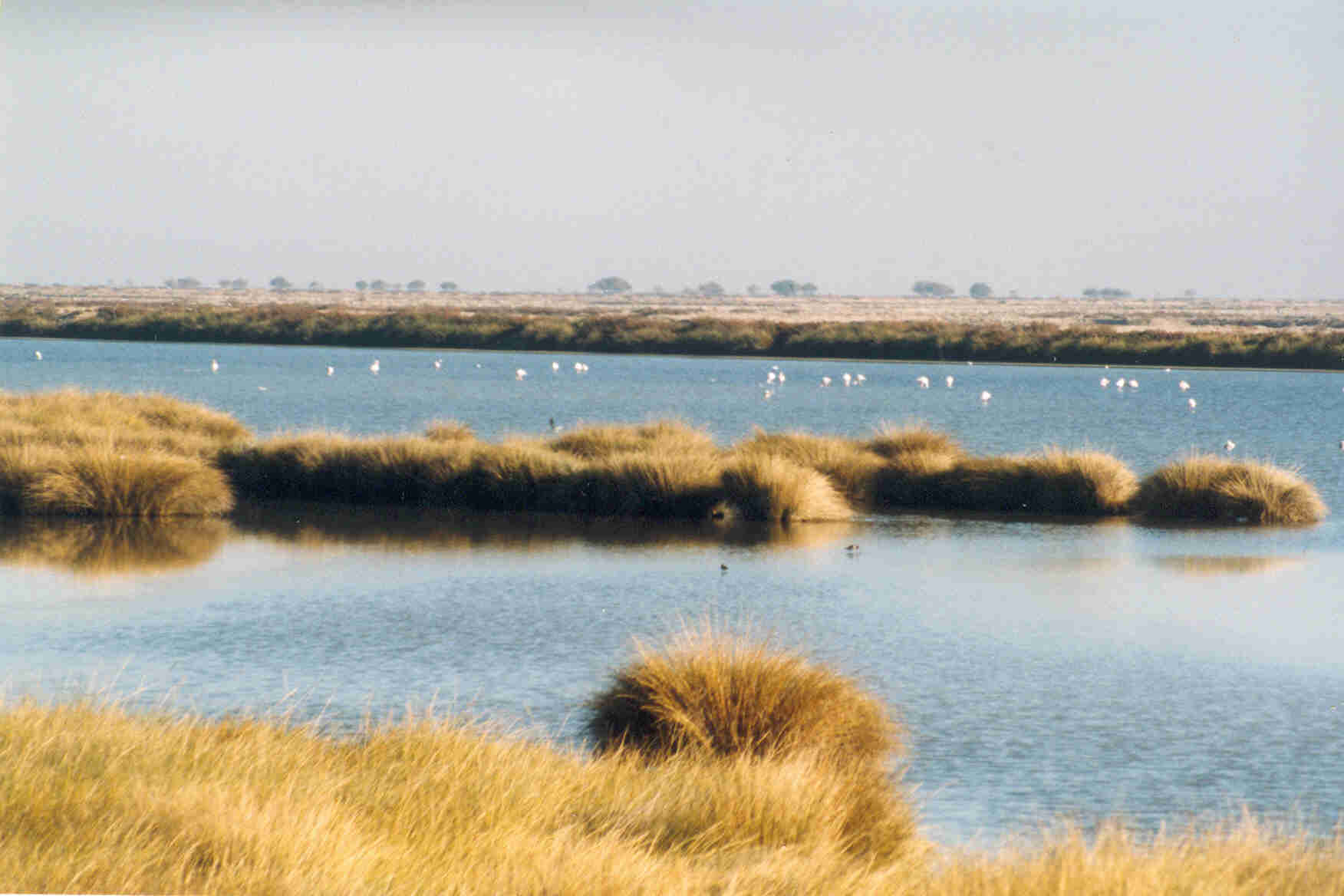
도냐나 국립공원

도냐나 국립공원(스페인어: Parque Nacional de Doñana ;Coto de Doñana)은 스페인 남부에 있는 국립공원이다. 안달루시아 내에 위치하며 세부적으로는 우엘바와 세비야에 해당한다. 전체 면적은 543 km2이고 우리 개념의 녹지보전구역은 전체 중 135 km2정도다.
도냐나 국립공원의 환경적 특질은 서식 동식물의 다양성에 기초한다. 유럽과 아프리카 대륙의 특산종들 다수가 이곳에 서식하고 있다. 아프리카 대륙에서 사는 영양이나 스페인 고라니, 유럽 오소리, 이집트 몽구스 등이 이들에 해당한다. 멸종위기종으로는 스페인 독수리와 이베리아 살쾡이 등이 있다.
국립공원의 뛰어난 자연 환경과 생태계는 지난 1988년 큰 위협을 맞았다. 폐광에서의 오염 물질이 한꺼번에 국립공원으로 밀려들면서 야기된 사건이었다. 스페인 당국은 일단 과디아마르 강을 통해 보호구역으로 흘러가던 오염 물질을 과달키비르강으로 돌려 하수 처리하였다.

## 같이 보기
- 코스타데라루스
- 타르테소스